# 莫纳叙-欧迪拉克
莫纳叙-欧迪拉克（法語：Monassut-Audiracq，法語發音：[mɔnasy odiʁak]）是法国大西洋比利牛斯省的一个市镇，位于该省东北部，属于波城区。该市镇于1833年由原市镇莫纳叙（Monassut）和欧迪拉克（Audiracq）合并而成。

## 地理
莫纳叙-欧迪拉克（43°25'7"N, 0°11'52"W）面积9.92 平方千米，位于法国新阿基坦大区大西洋比利牛斯省，该省份为法国东南部省份，涵盖了贝阿恩与北巴斯克，西临大西洋比斯開灣，北至朗德省，东北接热尔省，东临上比利牛斯省，南与西班牙接壤。
与莫纳叙-欧迪拉克接壤的市镇（或旧市镇、城区）包括：阿贝尔、科斯莱达-吕布-博阿斯特、埃斯库贝斯、热尔德雷斯特、吕萨涅-吕松、里于佩鲁斯、圣洛朗-布列塔尼、锡马库尔布。
莫纳叙-欧迪拉克的时区为UTC+01:00、UTC+02:00（夏令时）。

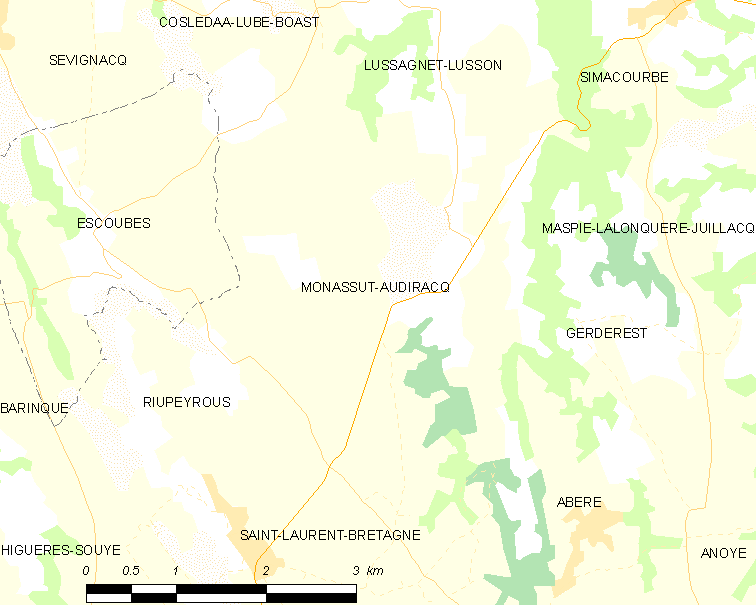
莫纳叙-欧迪拉克的OSM定位图

## 行政
莫纳叙-欧迪拉克的邮政编码为64160，INSEE市镇编码为64389。

## 政治
莫纳叙-欧迪拉克所属的省级选区为吕伊河土地和维克比伊山坡县。

## 人口

1962-2008年间莫纳叙-欧迪拉克人口变化图示

莫纳叙-欧迪拉克于2022年1月1日时的人口数量为372人。